# Gefährdete Nutztierrasse des Jahres
Die Gefährdete Nutztierrasse des Jahres wird seit 1984 (ursprünglich als Haustier des Jahres) jährlich von der Gesellschaft zur Erhaltung alter und gefährdeter Haustierrassen (GEH) ausgewählt, um auf den Rückgang dieser Kulturrassen aufmerksam zu machen. Mit dieser Auswahl soll besonders dringlich auf diejenigen heimischen Nutztiere hingewiesen werden, die es wegen der Agrarbiodiversität zu erhalten gilt, um auch diese genetische Reserve zukünftig zur Verfügung zu haben.
Die Auswahl erfolgt nach der Gefährdung der Rasse oder dem Rückgang der Züchtungen. Die Ausrufung der Rassen des Jahres durch die GEH soll für die jeweiligen Rassen eine Berichterstattung in den Medien bewirken und so die Bedingungen für den Erhalt verbessern.

## Bisherige Nutztiere des Jahres in Deutschland
| Jahr      | Name                                     | Gruppe                            | Abbildung                                     |   |
| --------- | ---------------------------------------- | --------------------------------- | --------------------------------------------- | - |
| 1984      | Kärntner Brillenschaf                    | Hausschaf                         | 1984 Kärntner Brillenschaf                    |   |
| 1985      | –                                        | –                                 | –                                             | – |
| 1986      | Murnau-Werdenfelser                      | Hausrind                          | 1986 Murnau-Werdenfelser                      |   |
| 1987      | Schwäbisch Hällisches Schwein            | Hausschwein                       | 1987 Schwäbisch Hällisches Schwein            |   |
| 1988      | Schleswiger Kaltblut                     | Hauspferd                         | 1988 Schleswiger Kaltblut                     |   |
| 1989      | Waldschaf                                | Hausschaf                         | 1989 Waldschaf                                |   |
| 1990      | Angler Sattelschwein                     | Hausschwein                       | 1990 Angler Sattelschwein                     |   |
| 1991      | Rhönschaf                                | Hausschaf                         | 1991 Rhönschaf                                |   |
| 1992      | Hinterwälder Rind                        | Hausrind                          | 1992 Hinterwälder Rind                        |   |
| 1993      | Thüringer Waldziege                      | Hausziege                         | 1993 Thüringer Waldziege                      |   |
| 1994      | Westfälischer Totleger                   | Haushuhn                          | 1994 Westfälischer Totleger                   |   |
| 1994      | Diepholzer Gans                          | Hausgans                          | 1994 Diepholzer Gans                          |   |
| 1994      | Pommernente                              | Hausente                          | 1994 Pommernente                              |   |
| 1995      | Buntes Bentheimer Schwein                | Hausschwein                       | 1995 Buntes Bentheimer Schwein                |   |
| 1996      | Schleswiger Kaltblut                     | Hauspferd                         | 1996 Schleswiger Kaltblut                     |   |
| 1997      | Rotes Höhenvieh                          | Hausrind                          | 1997 Rotes Höhenvieh                          |   |
| 1998      | Weiße gehörnte Heidschnucke              | Hausschaf                         | 1998 Heidschnucke                             |   |
| 1998      | Altdeutscher Hütehund                    | Haushund                          | 1998 Altdeutscher Hütehund (Schlag Gelbbacke) |   |
| 1999      | Wollschwein                              | Hausschwein                       | 1999 Wollschwein                              |   |
| 2000      | Rottaler Pferd                           | Hauspferd                         | 2000 Rottaler Pferd                           |   |
| 2001      | Bayerische Landgans                      | Hausgans                          | 2001 Bayerische Landgans                      |   |
| 2001      | Bergischer Kräher                        | Haushuhn (Bergische Landhühner)   | 2001 Bergischer Kräher                        |   |
| 2001      | Bergischer Schlotterkamm                 | Haushuhn (Bergische Landhühner)   | 2001 Bergischer Schlotterkamm                 |   |
| 2001      | Krüper                                   | Haushuhn (Bergische Landhühner)   | 2001 Krüper                                   |   |
| 2002      | Angler Rind alter Zuchtrichtung          | Hausrind                          | 2002 Angler Rind                              |   |
| 2003      | Haus- und Hofhunde (Spitze und Pinscher) | Haushund                          | 2003 Spitze                                   |   |
| 2004      | Leutstettener Pferd                      | Hauspferd                         | Bild gesucht                                  |   |
| 2004      | Dunkle Biene                             | Europäische Honigbiene            | 2004 Dunkle Biene                             |   |
| 2005      | Bentheimer Landschaf                     | Hausschaf                         | 2005 Bentheimer Landschaf                     |   |
| 2006      | Deutsches Sattelschwein                  | Hausschwein                       | 2006 Deutsches Sattelschwein                  |   |
| 2007      | Murnau-Werdenfelser-Rind                 | Hausrind                          | 2007 Murnau-Werdenfelser-Rind                 |   |
| 2008      | Bronzepute                               | Haustruthuhn                      | 2008 Bronzepute                               |   |
| 2009      | Alpines Steinschaf                       | Hausschaf                         | 2009 Alpines Steinschaf                       |   |
| 2010      | Meißner Widderkaninchen                  | Hauskaninchen (Widderkaninchen)   | 2010 Meißner Widderkaninchen                  |   |
| 2011      | Limpurger Rind                           | Hausrind                          | 2011 Limpurger Rind                           |   |
| 2012      | Deutscher Sperber                        | Haushuhn                          | 2012 Deutscher Sperber                        |   |
| 2013      | Leineschaf                               | Hausschaf                         | 2013 Leineschaf                               |   |
| 2014      | Dülmener                                 | Hauspferd                         | 2014 Dülmener                                 |   |
| 2015      | Deutsches Karakul                        | Hausschaf                         | 2015 Deutsche Karakul                         |   |
| 2016      | Original Braunvieh                       | Hausrind (regionale Rinderrassen) | 2016 Original Braunvieh                       |   |
| 2016      | Glanrind                                 | Hausrind (regionale Rinderrassen) | 2016 Glanrind                                 |   |
| 2016      | Deutsches Schwarzbuntes Niederungsrind   | Hausrind (regionale Rinderrassen) | 2016 Deutsches Schwarzbuntes Niederungsrind   |   |
| 2017      | Deutsche Pekingente                      | Hausente                          | 2017 Deutsche Pekingente                      |   |
| 2017      | Orpingtonente                            | Hausente                          | 2017 Orpingtonente                            |   |
| 2017      | Warzenente                               | Hausente                          | 2017 Warzenente                               |   |
| 2018      | Altwürttemberger Pferd                   | Hauspferd                         | 2018 Altwürttemberger Pferd                   |   |
| 2019      | Wollschwein (2.)                         | Hausschwein                       | 2019 Wollschwein                              |   |
| 2020/2021 | Pustertaler Rind                         | Hausrind                          | 2020 Pustertaler Rind                         |   |
| 2020/2021 | Westerwälder Kuhhund                     | Haushund                          | 2020 Westerwälder Kuhhund                     |   |
| 2022/2023 | Walachenschaf                            | Hausschaf                         | 2022 Walachenschaf                            |   |
| 2024      | Angorakaninchen                          | Hauskaninchen                     | 2024 Angorakaninchen                          |   |
| 2024      | Luxkaninchen                             | Hauskaninchen                     | 2024 Luxkaninchen                             |   |
| 2024      | Marderkaninchen                          | Hauskaninchen                     | 2024 Marderkaninchen                          |   |
| 2025      | Gelbvieh                                 | Hausrind                          | 2025 Gelbvieh                                 |   |

## Ähnliche Initiativen
Die Vielfältigen Initiativen zur Erhaltung alter und gefährdeter Haustierrassen (VIEH) weisen auf ihrer Webseite sogenannte Nutztier-Archen aus, in denen Tiere gefährdeter Rassen gehalten und gezüchtet werden.
Die Arche Austria – Verein zur Erhaltung seltener Nutztierrassen in Österreich verfolgt ähnliche Ziele. Seit 2015 wird das Nutztier des Jahres durch den Naturschutzbund Österreich bekannt gegeben.